# Hafen Seattle
Der Hafen Seattle ist der Seehafen der US-amerikanischen Stadt Seattle. Er wird von der Betreibergesellschaft Port of Seattle verwaltet.

## Betrieb
Der Hafen Seattle verfügt über drei Geschäftsbereiche: Luftfahrt, Grundeigentum und Seehafen. Zu den Einrichtungen gehören neben den Hafenanlagen auch der Seattle-Tacoma International Airport in SeaTac, der Yachthafen in der Shilshole Bay, in der Salmon Bay das Maritime Industrial Center, das Fishermen’s Terminal, Containerterminals und ein Getreideheber beim Smith Cove sowie zahlreiche weitere Containerterminals in der Elliott Bay, auf Harbor Island und dem Duwamish River. Außerdem verwaltet der Hafen zahlreiche private und geschäftliche Ankerplätze sowie zwei Kreuzfahrtterminals.
2015 setzte der Bereich des Seehafens mit dem Seehafen von Tacoma 3,5 Millionen Container um, was ihn zum drittgrößten Container-Umschlagplatz Nordamerikas machte. Im selben Jahr wurden 898.000 Kreuzfahrtpassagiere gezählt. Der Hafen Seattle beschäftigt knapp 1800 Mitarbeiter. Der Flughafen verzeichnete einen Rekord von 42,3 Millionen Passagieren.

## Betreibergesellschaft
Die Gründung der Betreibergesellschaft wurde durch die Wähler des King County in einer Abstimmung am 5. September 1911 aufgrund des Port District Act genehmigt. Die Betreibergesellschaft wird von einer gewählten fünfköpfigen Kommission geführt. Die Amtszeit der Kommissare beträgt vier Jahre.

## Geschichte
Im Jahr 2011 feierte der Hafen sein 100-jähriges Bestehen und brachte zu diesem Zweck eine Schrift mit Fotos und Informationen aus der Hafengeschichte heraus.
Über 13 Jahre wurde im Hafen von Seattle ein Porsche 959 vom Zoll verwahrt, bis die Verordnungen geändert wurden und das Fahrzeug unter Auflage von strengen Bestimmungen in Bezug auf den Gebrauch importiert werden durfte.
1949 errichtete das US-Handelsministerium ein Freihandelszone im Hafen.
Am 7. Oktober 2014 kündigten die Häfen von Seattle und Tacoma an, sich gemeinsam zu vermarkten, aber nicht zu verschmelzen. Am 4. August 2015 begann man mit dem Aufbau der Northwest Seaport Alliance, welche das drittgrößte Container-Gateway der USA wurde.

## Schwesterhäfen
- Hafen von Kobe, Japan – 1967
- Taichung Hafen, Taiwan – 1997

Quelle